# Aéroport de Milan Malpensa
L'aéroport international de Milan Malpensa (en italien : Aeroporto internazionale di Milano Malpensa; code IATA : MXP • code OACI : LIMC) est un aéroport italien (international, selon d’autres sources) situé à 45 km au nord-ouest de Milan, dans la province de Varèse, sur les communes de Gallarate, Somma Lombardo, Casorate Sempione, Samarate, Ferno et Vizzola Ticino.
En 2019, l'aéroport accueille 28,8 millions de passagers, ce qui représente une hausse de 16,7 % par rapport à 2018. Il est le deuxième aéroport le plus fréquenté d'Italie, derrière l'aéroport Léonard-de-Vinci de Rome Fiumicino.
Il est géré par la Società Esercizi Aeroportuali S.p.A. (SEA), une société d'économie mixte appartenant pour l'essentiel à la mairie de Milan et à la province éponyme.
Le 5 juillet 2024, Matteo Salvini, Vice-Premier ministre et ministre de l'Infrastructure et des Transports italien, annonce sur X (anciennement Twitter), que l'aéroport de Milan Malpensa portera le nom de Silvio Berlusconi. Cette demande a été formulée un an plus tôt par la région Lombardie au conseil d'administration de l'Ente nazionale per l'aviazione civile (Autorité nationale de l'aviation civile italienne), qui l'a acceptée.

## Histoire
En 1909, les industriels Giovanni Agusta et Gianni Caproni avaient créé près de la cascina Malpensa (ferme Malpensa), un champ d'aviation pour faire voler leurs prototypes. Avec l'ajout de structures militaires, le champ se développe et devient également une école de pilotage.
Après la Seconde Guerre mondiale, certains industriels de Busto Arsizio, proche de l'aérodrome, s'engagèrent dans sa réhabilitation et en assumèrent la gestion dans l'objectif d'en faire un nœud de développement pour l'industrie du nord de Milan. En 1948, le trafic civil est officiellement ouvert ; l'aéroport devient alors l'Aeroporto Città di Busto Arsizio. Peu après, la commune de Milan entra dans le capital de la Società Aeroporto di Busto jusqu'à en prendre le contrôle. En 1955, la commune de Milan et la province de Milan sont définitivement impliquées dans la gestion de l'aéroport et la transformèrent en Società Esercizi Aeroportuali - S.E.A.
En 1960, les vols nationaux et européens sont transférés à l'aéroport de Milan-Linate, réduisant Malpensa au statut d'aeroporto intercontinentale di Milano e del nord Italia. La structure développée à cette époque correspond substantiellement au Terminal 2 actuel.
La seconde phase de développement (progetto Malpensa 2000) est celle qui a conduit à la construction de la nouvelle aérogare, Terminal 1, inaugurée en 1998.

## Controverse et rentabilité
Un point important de l'histoire de l'aéroport est son positionnement à l'intérieur d’un parc naturel (Parc naturel lombard de la vallée du Tessin, qui fait partie depuis 2022 de la liste des réserves de biosphère de l’UNESCO), aspect qui a empêché et empêche toujours le développement des pistes (troisième piste) et des infrastructures correspondantes.
L'aéroport est devenu peu rentable. Linate, non seulement n'est pas fermé mais encore continue de se développer et donc de le concurrencer. Alitalia, depuis le lancement du projet Malpensa 2000, en a fait sa plate-forme de correspondance secondaire, mais elle commence néanmoins à fermer deux tiers de ses lignes (72 % des vols en moins) à compter du 31 mars 2008. Milan ne capte plus que 38 % du trafic passagers en Italie du Nord (50 % en 1998). Qui plus est, la mauvaise desserte, aussi bien par voie routière que ferrée, reste dissuasive. Pier Luigi Bersani, ministre de l'industrie, qualifie cette situation d'« une anarchie aéroportuaire, avec une escale tous les 50 kilomètres ».
En 2008, l'ensemble aéroportuaire de Linate et Malpensa (sous la gestion de la Sea) a perdu 15,7 % de passagers par rapport à 2007. La chute concerne surtout Malpensa (- 19,5 %) qui a vu le nombre de ses passagers passer de 23,8 à 19,2 millions.
Cependant en 2018 sont passés par Malpensa plus de 24,7 millions de passagers et 572 774 tonnes de marchandises.
En 2024, l'aéroport de Milan Malpensa a accueilli 28,9 millions de passagers, soit une hausse de 10,9 % par rapport à 2023.À la saison estivale 2025, le Malpensa Express renforce son offre avec la mise en service de trains de nuit entre Milan et l'aéroport, disponibles chaque week-end du 1er juillet au 31 août, afin de répondre à l’augmentation de la demande de déplacements matinaux et tardifs.

## Situation

### Carte des aéroports en Italie
| \| 100 km1:7 506 000 \| Abruzzes Alghero Ancône Bari Bergame Bologne Bolzano Brescia Brindisi Cagliari Catane Comiso Grosseto Coni Elbe Florence Foggia Gênes Lamezia Terme Lampedusa Milan L. Milan M. Naples Olbia Palerme Pantelleria Parme Pérouse Pise Reggio de Calabre Rimini Rome C. Rome F. Salerne Trapani Trévise Trieste Turin Venise Vérone |
| 100 km1:7 506 000 |

## L'aéroport

Plan de l'aéroport.

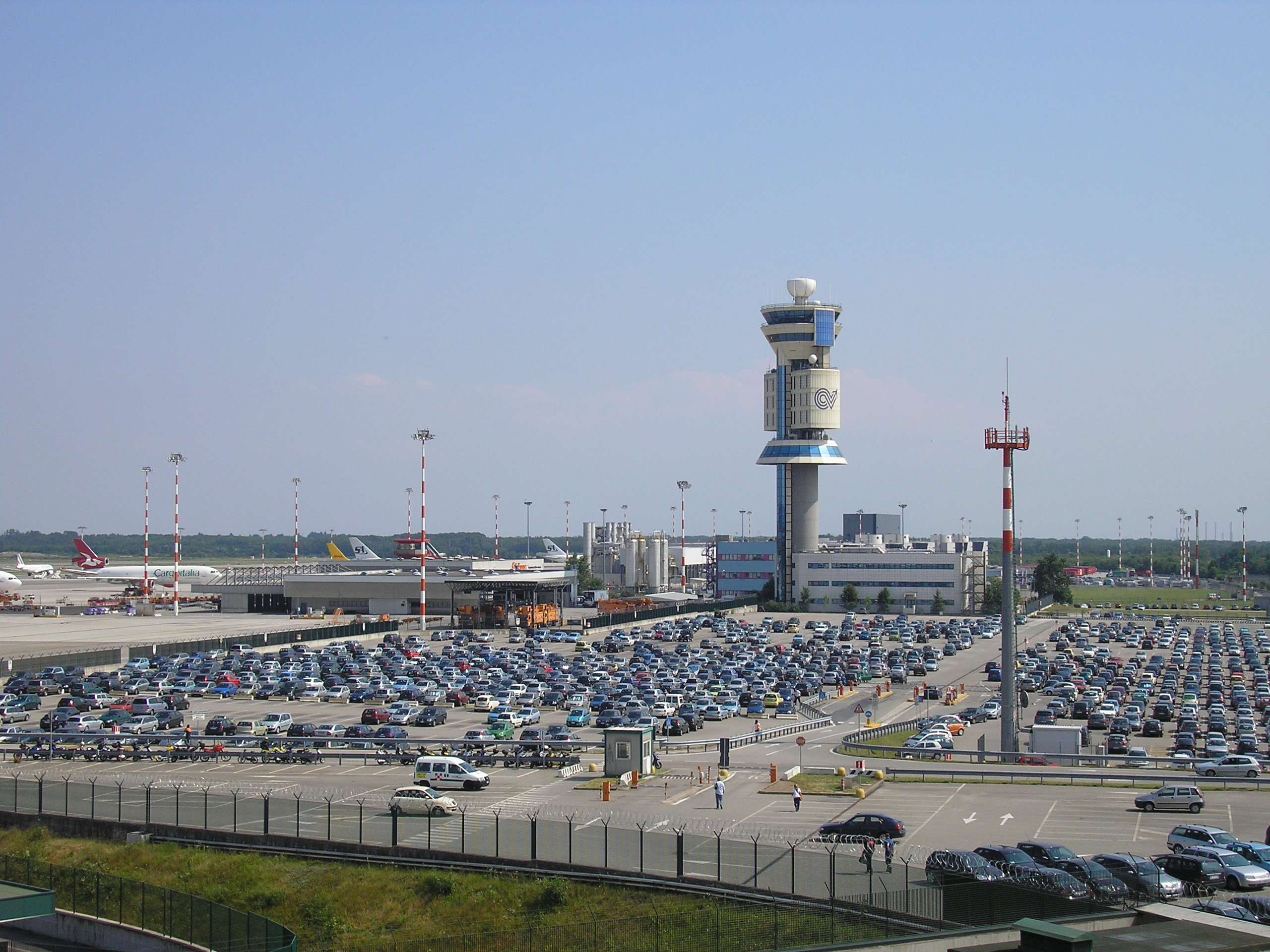
La tour de contrôle.

Avec environ 24,7 millions de passagers en 2018, Milano Malpensa se place en deuxième position des aéroports italiens après l'aéroport de Rome Fiumicino. Les deux premiers aéroports italiens (Fiumicino et Malpensa) absorbent plus de 42 % des passagers des 37 escales italiennes et plus de 50 % s'agissant des vols internationaux.
Il est en revanche le premier aéroport pour ce qui concerne le trafic de fret, avec 572 774 tonnes de marchandises en 2018.

### Les terminaux
L’aéroport est constitué de deux terminaux distincts : le Terminal 1 pour tous les vols intercontinentaux, internationaux et nationaux, alors que le Terminal 2 est réservé exclusivement aux vols charter et aux compagnies aériennes à bas prix.
Le Terminal 1, inauguré en 1998, est à son tour constitué de deux satellites : satellite A - vols vers les destinations de l’espace Schengen ; satellite B - vols vers les destinations situées en dehors de l’espace Schengen. Un nouveau hall d’enregistrement et le troisième satellite (C) sont actuellement en construction (hall prévu pour 2008, satellite C pour 2010).

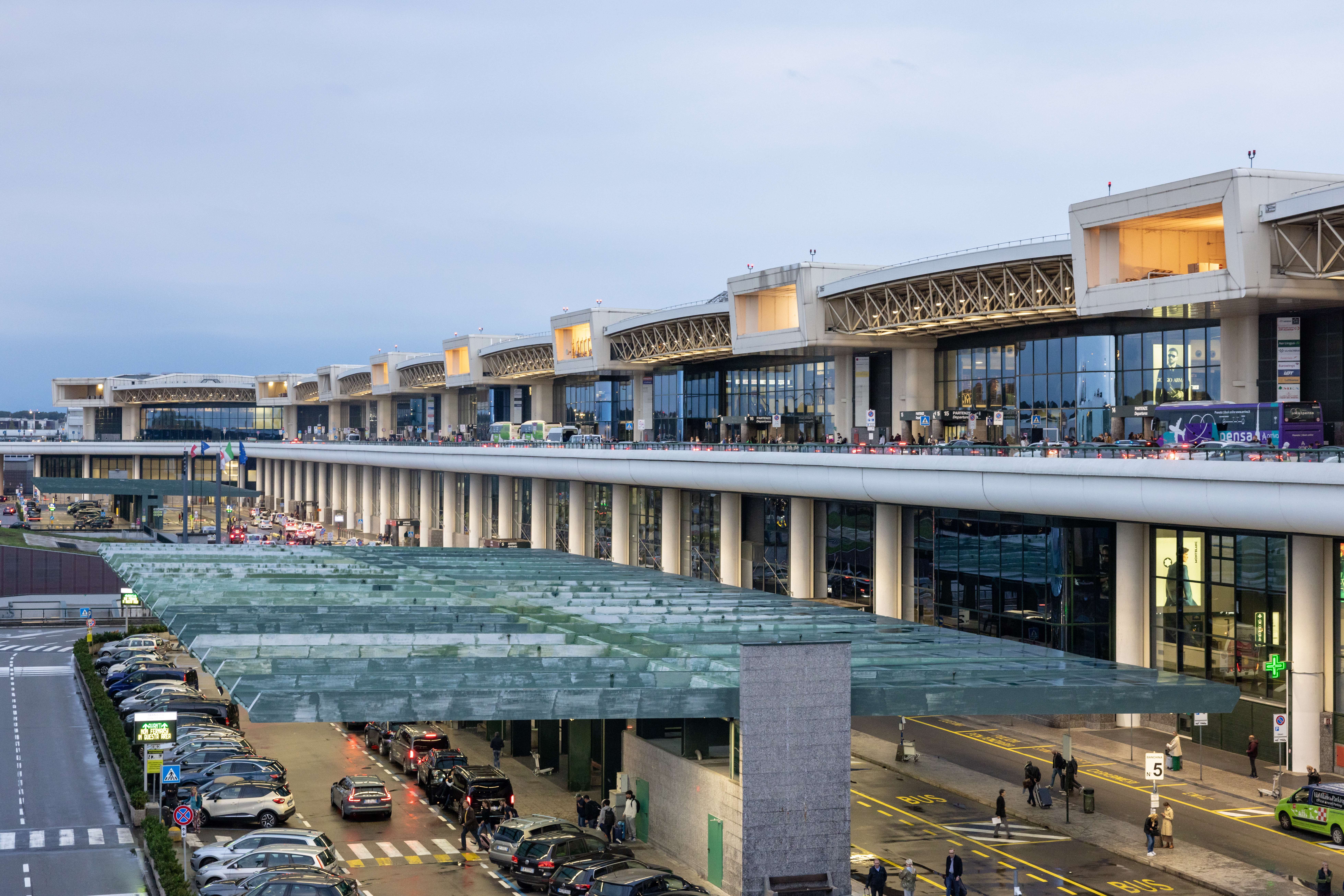
Le terminal 1.

La gare ferroviaire annexée au Terminal 1 permet une liaison directe avec la gare de Milan-Cadorna, avec des trains toutes les 30 minutes.
Le Terminal 2 est la vieille aérogare de Malpensa, construite dans les années 1960, puis agrandie dans les années 1990.
Les deux terminaux sont reliés par une navette et par un nouveau chemin de fer de 3,4 km qui mène à la nouvelle gare ferroviaire annexée au Terminal 2 ouverte le 6 décembre 2016.
Les vols cargo disposent d’un grand terminal spécifique, appelé CargoCity.

### Les pistes
L’aéroport de Malpensa est doté de deux pistes parallèles, longues d’environ 4 kilomètres, orientées à 349° (ou 169°, selon la direction d’utilisation) ; la 17L, 35L et la 35R sont dotées de l’ILS, et toutes disposent du système PAPI. Normalement, les deux pistes sont utilisées avec une orientation à 349° (de façon alternative pour les départs et les arrivées), alors que les 17 sont actives uniquement en cas de vent particulièrement défavorable.

## Compagnies aériennes et destinations

### Passagers
| Compagnies                    | Destinations |
| ----------------------------- | --- |
| Aegean Airlines               | Athènes E.-Venizélos, Thessalonique-Makedonía |
| Aer Lingus                    | Dublin |
| AeroItalia                    | En saison charter: Charm el-Cheikh, Marsa Alam |
| Air Albania                   | Tirana-Mère-Teresa |
| Air Algérie                   | Alger-Houari-Boumédiène |
| airBaltic                     | Riga En saison: Tampere/Pirkkala |
| Air Bucharest                 | En saison charter : Bucarest-H. Coandă, Cluj-Napoca, Iași, Sibiti, Timişoara-T. Vuia |
| Air Cairo                     | Charm el-Cheikh, Le Caire En saison: Hurghada, Louxor |
| Air Canada                    | Montréal (P.-E.-Trudeau), Toronto (Pearson) |
| Air China                     | Pékin-Capitale, Shanghai-Pudong, Wenzhou-Longwan |
| Air Corsica                   | En saison: Calvi Sainte-Catherine, Figari Sud Corse |
| Air Dolomiti                  | Francfort, Munich-F. J. Strauß |
| Air Europa                    | Madrid-Barajas |
| Air France                    | Paris-Charles de Gaulle |
| Air Horizont                  | En saison charter: Olbia-Costa Smeralda |
| Air India                     | Delhi-Indira Gandhi |
| Air Moldova                   | Chișinău |
| Air Senegal                   | Dakar-B. Diagne |
| Air Serbia                    | Belgrade-Nikola-Tesla |
| AlbaStar                      | En saison: Catane-Fontanarossa, Lampédouse En saison charter: Charm el-Cheikh, Marsa Alam, Palma de Majorque |
| Albawings                     | Tirana-Mère-Teresa |
| American Airlines             | New York-John F. Kennedy |
| Austrian Airlines             | Vienne-Schwechat |
| Azerbaijan Airlines           | Bakou-H. Aliyev |
| BeOnd                         | Malé Velana |
| British Airways               | Londres-Heathrow |
| Brussels Airlines             | Bruxelles-National |
| Cathay Pacific                | Hong Kong |
| Croatia Airlines              | En saison: Split |
| Cyprus Airways                | Larnaca |
| Delta Air Lines               | New York-John F. Kennedy En saison: Atlanta H.-Jackson |
| easyJet                       | - Amsterdam, - Athènes E.-Venizélos, - Barcelone-El Prat, - Bari-Karol Wojtyła, - Bordeaux-Mérignac, - Brindisi Papola/Casale, - Bristol, - Cagliari, - Catane-Fontanarossa, - Charm el-Cheikh, - Copenhague-Kastrup, - Édimbourg, - Faro, - Fuerteventura, - La Corogne, - Lamezia Terme, - Lanzarote-Arrecife, - Larnaca, - Lisbonne-H. Delgado, - Londres-Gatwick, - Londres-Luton, - Luxembourg-Findel, - Malaga-Costa del Sol, - Manchester, - Marrakech-Ménara, - Marsa Alam, - Nantes-Atlantique, - Naples-Capodichino, - Olbia-Costa Smeralda, - Oslo-Gardermoen, - Palerme Falcone-Borsellino, - Palma de Majorque, - Paris-Charles de Gaulle, - Paris-Orly, - Prague-Václav-Havel, - Stockholm-Arlanda, - Tel Aviv - Ben Gourion, - Ténériffe-Sud Reine Sofia En saison : - Alghero-Fertilia, - Biarritz-Pays Basque, - Bilbao, - Birmingham, - Corfou-I. Kapodístrias, - Héraklion-N. Kazantzákis, - Hurghada, - Ibiza, - Céphalonie, - Kos, - La Canée I.-Daskaloyánnis, - Lampédouse, - Madère-C. Ronaldo, - Malte, - Minorque-Mahón, - Mykonos, - Prévéza-Aktion, - Reykjavik-Keflavík, - Rhodes-Diagoras, - Rovaniemi, - Santorin, - Skiathos-A. Papadiamándis, - Split, - Tarbes-Lourdes-Pyrénées, - Toulouse-Blagnac, - Tromsø, - Zadar, - Zante D.-Solomós |
| EgyptAir                      | Le Caire |
| El Al                         | Tel Aviv - Ben Gourion |
| Emirates                      | Dubaï, New York-John F. Kennedy |
| Ethiopian Airlines            | Addis-Abeba Bole, Zurich |
| Etihad Airways                | Abou Dabi |
| Eurowings                     | Cologne/Bonn-K. Adenauer, Düsseldorf, Hambourg-H.-Schmidt, Stuttgart |
| EVA Air                       | Taïwan-Taoyuan |
| Finnair                       | Helsinki-Vantaa |
| FlyOne                        | Chișinău |
| FlyOne Armenia                | Erevan-Zvarnots |
| Gulf Air                      | Manama-Bahreïn |
| Iberia                        | Madrid-Barajas |
| Icelandair                    | En saison: Reykjavik-Keflavík |
| Iran Air                      | Téhéran-Imam-Khomeini |
| ITA Airways                   | New York-John F. Kennedy |
| KLM                           | Amsterdam |
| Korean Air                    | Séoul-Incheon |
| Kuwait Airways                | Koweït |
| La Compagnie                  | Newark-Liberty |
| LATAM Brasil                  | São Paulo/Guarulhos |
| LOT Polish Airlines           | Varsovie-Chopin |
| Lufthansa                     | Francfort, Munich-F. J. Strauß |
| Lumiwings                     | Foggia (Gino Lisa) |
| Luxair                        | Luxembourg-Findel |
| Middle East Airlines          | Beyrouth-Rafic Hariri |
| Neos                          | - Almaty, - Amritsar-Guru-Ram-Das, - Cancún, - Charm el-Cheikh, - Colombo-Bandaranaike, - Dakar-B. Diagne, - Fuerteventura, - Holguín-F. País, - La Havane-José Martí, - La Romana-Casa de Campo, - Las Palmas/Gran Canaria, - Le Caire, - Malé Velana, - Marsa Alam, - Mombasa-Moi, - Nankin, - New York-John F. Kennedy, - Sal-A. Cabral, - Ténériffe-Sud Reine Sofia En saison: - Amman-Reine-Alia, - Brindisi Papola/Casale, - Cagliari, - Catane-Fontanarossa, - Cayo Largo-Vilo Acuña (en), - Djerba-Zarzis, - Grand Bahama-Freeport, - Héraklion-N. Kazantzákis, - Ibiza, - Karpathos, - Hurghada, - Ibiza, - Karpathos, - Kos, - Lamezia Terme, - Lanzarote-Arrecife, - Louxor, - Malte, - Maurice-Sir Seewoosagur Ramgoolam, - Minorque-Mahón, - Monastir, - Montego Bay-Donald Sangster, - Mykonos, - Nosy Be-Fascene, - Olbia-Costa Smeralda, - Palerme Falcone-Borsellino, - Palma de Majorque, - Rabil, - Rhodes-Diagoras, - Rovaniemi, - Sámos-Aristarque, - Santorin, - Skiathos-A. Papadiamándis, - Tianjin Binhai, - Varadero-J.-G.-Gómez, - Zanzibar En saison charter: Hambourg-H.-Schmidt, Lahore-Allama Iqbal, Niamey-D. Hamani, Sialkot, Tbilissi-C. Roustavéli                                                                                        |
| Norwegian Air Shuttle         | Oslo-Gardermoen |
| Nouvelair                     | En saison: Djerba-Zarzis, Tunis-Carthage |
| Oman Air                      | Mascate |
| Qatar Airways                 | Doha-Hamad |
| Royal Air Maroc               | Casablanca-Mohammed-V, Marrakech-Ménara |
| Royal Jordanian               | Amman-Reine-Alia |
| Ryanair                       | - Aarhus, - Alghero-Fertilia, - Alicante-Elche, - Barcelone-El Prat, - Bari-Karol Wojtyła, - Berlin-Brandebourg, - Brindisi Papola/Casale, - Bruxelles-National, - Bucarest-H. Coandă, - Cagliari, - Catane-Fontanarossa, - Comiso, - Dublin, - Lamezia Terme, - Las Palmas/Gran Canaria, - Londres-Stansted, - Madrid-Barajas, - Malaga-Costa del Sol, - Malte, - Manchester, - Naples-Capodichino, - Palerme Falcone-Borsellino, - Porto-F. Sá-Carneiro, - Séville-San Pablo, - Ténériffe-Sud Reine Sofia, - Valence, - Vienne-Schwechat En saison: - Corfou-I. Kapodístrias, - Héraklion-N. Kazantzákis, - Kalamata, - Kos, - Palma de Majorque, - Santorin, - Zadar, - Zante D.-Solomós |
| Saudia                        | Djeddah - Roi-Abdelaziz En saison: Médine-Prince M. Bin Abdulaziz |
| Scandinavian Airlines         | Copenhague-Kastrup, Oslo-Gardermoen En saison: Bergen, Stavanger, Stockholm-Arlanda |
| Singapore Airlines            | Barcelone-El Prat, Singapour-Changi |
| Sky Express                   | Athènes E.-Venizélos |
| SunExpress                    | Izmir-A. Menderes |
| Swiss International Air Lines | Zurich |
| TAP Air Portugal              | Lisbonne-H. Delgado |
| Transavia France              | En saison: Paris-Orly |
| TUI fly Belgium               | En saison: Casablanca-Mohammed-V |
| Tunisair                      | Tunis-Carthage |
| Turkish Airlines              | Istanbul |
| Twin Jet                      | Lyon-Saint-Exupéry, Marseille-Provence |
| United Airlines               | Newark-Liberty En saison: Chicago-O'Hare |
| Uzbekistan Airways            | En saison: Tachkent |
| Vueling                       | Barcelone-El Prat, Paris-Orly En saison : Alicante-Elche, Bilbao, Ibiza |
| Wizz Air                      | - Abou Dabi, - Borg El Arab, - Amman-Reine-Alia, - Athènes E.-Venizélos, - Brindisi Papola/Casale, - Budapest-Ferenc Liszt, - Catane-Fontanarossa, - Charm el-Cheikh, - Erevan-Zvarnots, - Djeddah - Roi-Abdelaziz, - Cracovie-Jean-Paul II, - Koutaïssi-David-IV, - Lamezia Terme, - Londres-Gatwick, - Madrid-Barajas, - Marrakech-Ménara, - Marsa Alam, - Podgorica, - Prague-Václav-Havel, - Priština, - Reykjavik-Keflavík, - Riyad-roi Khaled, - Skopje, - Tallinn, - Tel Aviv - Ben Gourion, - Ténériffe-Sud Reine Sofia, - Tirana-Mère-Teresa, - Vilnius En saison: - Corfou-I. Kapodístrias, - Fuerteventura, - Héraklion-N. Kazantzákis, - Lampédouse, - Olbia-Costa Smeralda, - Porto-F. Sá-Carneiro, - Skiathos-A. Papadiamándis, - Zante D.-Solomós |

### Cargo
| Compagnies                         | Destinations |
| ---------------------------------- | --- |
| AeroLogic                          | Hong Kong, Leipzig/Halle |
| AirBridgeCargo Airlines            | Amsterdam, Francfort, Maastricht/Aachen, Moscou–Domodedovo, Moscou–Cheremetievo                                                                                |
| Asiana Cargo                       | Londres–Stansted, Seoul–Incheon, Vienne |
| Atlas Air                          | Amsterdam, San Juan |
| Cargolux                           | Campinas, Chicago, Londres–Stansted, Los Angeles, Luxembourg, Maastricht/Aachen, New York–JFK, Taipei–Taoyuan                                                  |
| Cargolux Italia                    | Almaty, Bakou, Curitiba–Afonso Pena, Dallas/Fort Worth, Dubai–International, Hong Kong, Luxembourg, Mexico, New York–JFK, Novosibirsk, Osaka–Kansai, Zhengzhou |
| Cathay Pacific                     | Delhi, Hong Kong, Londres–Heathrow, Manchester, Bombay |
| DHL Aviation                       | Londres–Heathrow, Londres–Luton, Londres–Stansted, Madrid |
| DHL Aviation opéré par EAT Leipzig | Bucarest, London–Heathrow, Leipzig/Halle, East Midlands |
| EgyptAir Cargo                     | Le Caire |
| Emirates SkyCargo                  | Dubai–Al Maktoum |
| Etihad Cargo                       | Abou Dhabi, Bogotá, Moscou—Domodedovo |
| FedEx Express                      | Ancona, Canton, Memphis, Munich, Newark, Paris–Charles de Gaulle, Pise, Shanghai–Pudong, Venise                                                                |
| Korean Air Cargo                   | Londres–Stansted, Navoi, Seoul–Incheon, Tel Aviv–Ben Gurion, Vienne, Saragosse                                                                                 |
| Lufthansa Cargo                    | Le Caire, Francfort |
| Nippon Cargo Airlines              | Amsterdam, Hahn, Tokyo–Narita |
| Qatar Airways Cargo                | Chicago–O'Hare, Doha, Londres–Stansted, Tripoli |
| Royal Air Maroc                    | Bruxelles, Casablanca |
| Saudia Cargo                       | Bruxelles, Damman, Djeddah, Riyad |
| Silk Way Airlines                  | Bakou |
| Swiftair                           | East Midlands |
| Turkish Airlines Cargo             | Alger, Istanbul–Atatürk |

## Accès

### Voiture
A8/A9 pour les automobilistes venant au Nord et à l'Est de l'aéroport.
L'A4 assure les liaisons depuis l'Ouest tandis que l'A1 vient depuis le Sud.

### Train
L'aéroport de Milan Malpensa est facilement accessible depuis le centre de Milan par les trains du Malpensa Express depuis les gares de Milan-Cadorna, Milan-Centrale et Milan-Porta Garibaldi. Le Malpensa Express, géré par la compagnie Trenord, assure 146 trajets quotidiens entre 4h27 et 0h20, desservant 10 stations le long de la ligne de 45 km, s'arrête aux Terminaux 1 et 2 de Malpensa. Le trajet dure 51 minutes.

### Bus
L'aéroport de Milan Malpensa est facilement accessible en bus depuis la gare centrale de Milan, depuis Fiera Milano City Fiera Rho Pero et depuis l'aéroport de Milan Linate. Il est également relié aux principales villes de Lombardie, du Piémont, de la Ligurie et du canton du Tessin.
- Depuis Milano Centrale: Quatre compagnies principales une fréquence combinée de 20 minutes et un trajet d'environ 70 minutes[13],[14]:
- Flibco : navette directe entre Turin et l'aéroport de Milan Malpensa (arrêts limités), trajet d'environ 2 h 05, sans arrêts intermédiaires inutiles[15]. Également, une navette directe relie Novare à l'aéroport de Milan Malpensa, avec un trajet d'environ 50 minutes, offrant une liaison rapide et pratique[16].

- Autostradale (Malpensa Bus Express) : service de 3h20 à 23h50 (départ Milano Centrale) et 5h00 à 2h30 (départ Malpensa), toutes les 30 minutes, tarif 10€ l'aller[14].

- Terravision: service de 3h30 à 00h00 (départ Milano Centrale) et 5h10 à 1h40 (départ Malpensa), toutes les 30-45 minutes, tarif 8€ l'aller, sans arrêts intermédiaires[17].

- Malpensa Shuttle (Air Pullman): service de 3h40 à 23h40 (départ Milano Centrale) et 5h20 à 1h20 (départ Malpensa), toutes les 30 minutes, avec arrêts intermédiaires à Piazzale Lotto et Fiera Milano City[18].

- Caronte: service de 3h20 à 00h50 (départ Milano Centrale) et 5h00 à 12h30 (départ Malpensa), toutes les 20 minutes[13].

- FlixBus : dessert Malpensa depuis Como (trajet 55 minutes, 2-4 départs quotidiens, tarif à partir de 6€), Bergamo (trajet 1h25-1h30, 2 départs quotidiens, tarif à partir de 8€), et Brescia (trajet 2h20-2h25, 2 départs quotidiens, tarif à partir de 10€)[19],[20].